# Бистра (притока Боржави)
Би́стра, Бистрий — річка в Україні, у межах Іршавського району Закарпатської області. Ліва притока Боржави (басейн Дунаю).

## Опис
Довжина 18 км, площа басейну 41 км². Похил річки 28 м/км. Річка переважно гірського типу, лише в пониззі має рівнинний характер. Долина у верхній течії вузька, переважно V-подібна, заліснена, у пониззі — розширюється. Річище слабо звивисте, у пригирловій частині каналізоване.

## Розташування
Бистра бере початок при північно-східних схилах гори Тупий (масив Тупий). Тече переважно на захід. Впадає до Боржави на північ від села Вільхівка.

## Притоки
- Тодолиць, Буковецький, Шардик та інші гірські потічки (всі — ліві притоки).